# Delta (orkaan)
Orkaan Delta was de zesentwintigste depressie, vijfentwintigste storm, negende orkaan en de derde majeure orkaan van het Atlantisch orkaanseizoen 2020. De orkaan nam een route die erg leek op die van cyclonen Laura, Marco en Gamma, die eerder in 2020 veel schade verrichtten rondom de Caribische Zee en de Golf van Mexico. Delta hield het record voor sterkste Atlantische cycloon met een Griekse naam qua luchtdruk voor 14 dagen, totdat Epsilon dat record afnam. Epsilon hield dit record ook maar voor 12 dagen, totdat deze door Eta nogmaals was afgenomen. Het record voor sterkste Atlantische cycloon met een Griekse naam qua windsnelheden had Delta voor 26 dagen in handen, totdat de eerder genoemde Eta ook deze afpakte.